# Hauptstadtstudio
Als Hauptstadtstudio bezeichnen deutsche Fernseh- und Radiosender ihre zentralen Studios in Berlin, bis 1999 in Bonn.
Hauptstadtstudios dienen vor allem der Berichterstattung von bundespolitischen Ereignissen.  Beispiele sind das ARD-Hauptstadtstudio in der Wilhelmstraße und das ZDF-Hauptstadtstudio im Zollernhof. Beide befinden sich im Bezirk Berlin-Mitte.